# Система F
Система F (полиморфное лямбда-исчисление, система {\displaystyle \lambda 2}, типизированное лямбда-исчисление второго порядка) — система типизированного лямбда-исчисления, 
отличающаяся от просто типизированной системы наличием механизма универсальной квантификации над типами. Эту систему разработал в 1972 году Жан-Ив Жирар  в контексте теории доказательств в логике. Независимо от него подобную систему предложил в 1974 году Джон Рейнольдс. Система F позволяет формализовать концепцию параметрического полиморфизма в языках программирования и служит теоретической основой для таких языков программирования как Haskell и ML.
Система F допускает конструирование термов, зависящих от типов. Технически это достигается через механизм абстрагирования терма по типу, что в результате даёт новый терм. Традиционно для такой абстракции используют символ большой лямбды {\displaystyle \Lambda }. Например, взяв терм {\displaystyle \lambda x^{\alpha }.~x} типа  {\displaystyle \alpha \to \alpha } и абстрагируясь по переменной типа {\displaystyle \alpha }, получаем терм {\displaystyle \Lambda \alpha .~\lambda x^{\alpha }.~x}. Этот терм представляет собой функцию из типов в термы. Применяя эту функцию к различным типам, мы будем получать термы с идентичной структурой, но разными типами:
{\displaystyle (\Lambda \alpha .~\lambda x^{\alpha }.~x)~{\texttt {Bool}}\ \to _{\beta }\ \lambda x^{\texttt {Bool}}.~x} — терм типа {\displaystyle {\texttt {Bool}}\to {\texttt {Bool}}};
{\displaystyle (\Lambda \alpha .~\lambda x^{\alpha }.~x)~{\texttt {Nat}}\ \to _{\beta }\ \lambda x^{\texttt {Nat}}.~x} — терм типа {\displaystyle {\texttt {Nat}}\to {\texttt {Nat}}}.
Видно, что терм {\displaystyle \Lambda \alpha .~\lambda x^{\alpha }.~x} обладает полиморфным поведением, то есть задаёт общий интерфейс для различных типов данных. В Системе F этому терму приписывается тип {\displaystyle \forall \alpha .~\alpha \to \alpha }. Квантор всеобщности в типе подчёркивает возможность подстановки вместо переменной типа {\displaystyle \alpha } любого допустимого типа.

## Формальное описание

### Синтаксис типов
Типы Системы F конструируются из набора переменных типа с помощью операторов {\displaystyle \to } и {\displaystyle \forall }. По традиции для переменных типа используют греческие буквы. Правила формирования типов таковы:
- (Переменная типа) Если {\displaystyle \alpha } — переменная типа, то {\displaystyle \alpha } — это тип;
- (Стрелочный тип) Если {\displaystyle A} и {\displaystyle B} являются типами, то {\displaystyle (A\to B)} — это тип;
- (Универсальный тип) Если {\displaystyle \alpha } является переменной типа, а {\displaystyle B} — типом, то {\displaystyle (\forall \alpha .~B)} — это тип.

Внешние скобки часто опускают, оператор {\displaystyle \rightarrow } считают правоассоциативным, а действие оператора {\displaystyle \forall } продолжающимся вправо насколько это возможно. Например, {\displaystyle \forall \alpha .~\forall \beta .~\alpha \to \beta \to \alpha } — стандартное сокращение для {\displaystyle (\forall \alpha .~(\forall \beta .~(\alpha \to (\beta \to \alpha ))))}.

### Синтаксис термов
Термы Системы F конструируются из набора термовых переменных ({\displaystyle x}, {\displaystyle y}, {\displaystyle z} и т.д.) по следующим правилам
- (Переменная) Если {\displaystyle x} — переменная, то {\displaystyle x} — это терм;
- (Абстракция) Если {\displaystyle x} является переменной, {\displaystyle A} — типом, а {\displaystyle M} — термом, то {\displaystyle (\lambda x^{A}.~M)} — это терм;
- (Применение) Если {\displaystyle M} и {\displaystyle N} являются термами, то {\displaystyle (M~N)} — это терм;
- (Универсальная абстракция) Если {\displaystyle \alpha } является переменной типа, а {\displaystyle M} — термом, то {\displaystyle (\Lambda \alpha .~M)} — это терм;
- (Универсальное применение) Если {\displaystyle M} является термом, а {\displaystyle A} — типом, то {\displaystyle (M~A)} — это терм.

Внешние скобки часто опускают, оба сорта применения считают левоассоциативными, а действие абстракций — продолжающимся вправо насколько это возможно.
Различают две версии просто типизированной системы. Если, как в приведённых выше правилах, термовые переменные в лямбда-абстракции аннотируются типами, то систему называют типизированной по Чёрчу. Если же правило абстракции заменить на 
- (Абстракция по Карри) Если {\displaystyle x} является переменной, а {\displaystyle M} — термом, то {\displaystyle (\lambda x.~M)} — это терм,

и отбросить два последних правила, то систему называют типизированной по Карри. Фактически, термы системы, типизированной по Карри, те же, что и в бестиповом лямбда-исчислении.

### Правила редукции
Помимо стандартного для лямбда-исчисления правила {\displaystyle \beta }-редукции
{\displaystyle (\lambda a^{A}.~M)~N\ \to _{\beta }\ M[a:=N]}
в системе F в стиле Чёрча вводится дополнительное правило,
{\displaystyle (\Lambda \alpha .~M)~A\ \to _{\beta }\ M[\alpha :=A]},
позволяющее вычислять применение терма к типу через механизм подстановки типа вместо переменной типа.

### Контексты типизации и утверждение типизации
Контекстом, как и в просто типизированном лямбда-исчислении, называется множество утверждений о приписывании типов различным переменным, разделённых запятой
{\displaystyle \Gamma =x_{1}\!:\!A_{1},x_{2}\!:\!A_{1},\ldots ,x_{n}\!:\!A_{n}}
В контекст можно добавить «свежую» для этого контекста переменную: если {\displaystyle \Gamma } — допустимый контекст, не содержащий переменной {\displaystyle x}, а {\displaystyle B} — тип, то {\displaystyle \Gamma ,x\!:\!B} — тоже допустимый контекст.
Общий вид утверждения о типизации таков:
{\displaystyle \Gamma \vdash M\!:\!A}
Это читается следующим образом: в контексте {\displaystyle \Gamma } терм {\displaystyle M} имеет тип {\displaystyle A}.

### Правила типизации по Чёрчу
В Системе F, типизированной по Чёрчу, приписывание типов термам осуществляется в соответствии со следующими правилами:
(Начальное правило) Если переменная {\displaystyle x} присутствует с типом {\displaystyle A} в контексте {\displaystyle \Gamma }, то в этом контексте {\displaystyle x} имеет тип {\displaystyle A}. В виде правила вывода
| {\displaystyle {x\!:\!A\in \Gamma } \over {\Gamma \vdash x\!:\!A}} |

(Правило введения {\displaystyle \rightarrow }) Если в некотором контексте, расширенном утверждением, что {\displaystyle a} имеет тип {\displaystyle A}, терм {\displaystyle M} имеет тип {\displaystyle B}, то в упомянутом контексте (без {\displaystyle a}), лямбда-абстракция {\displaystyle \lambda a^{A}.~M} имеет тип {\displaystyle A\to B}. В виде правила вывода
| {\displaystyle {\Gamma ,a\!:\!A\vdash M\!:\!B} \over {\Gamma \vdash (\lambda a^{A}.~M)\!:\!(A\to B)}} |

(Правило удаления {\displaystyle \rightarrow }) Если в некотором контексте терм {\displaystyle M} имеет тип {\displaystyle A\to B}, а терм {\displaystyle N} имеет тип {\displaystyle A}, то применение {\displaystyle M~N} имеет тип {\displaystyle B}. В виде правила вывода
| {\displaystyle {\Gamma \vdash M\!:\!(A\to B)\quad \Gamma \vdash N\!:\!A} \over {\Gamma \vdash (M~N)\!:\!B}} |

(Правило введения {\displaystyle \forall }) Если в некотором контексте терм {\displaystyle M} имеет тип {\displaystyle A}, то в этом контексте терм {\displaystyle \Lambda \alpha .~M} имеет тип {\displaystyle \forall \alpha .~A}. В виде правила вывода
| {\displaystyle {\Gamma \vdash M\!:\!A} \over {\Gamma \vdash (\Lambda \alpha .~M)\!:\!(\forall \alpha .~A)}} |

Это правило требует оговорки: переменная типа {\displaystyle \alpha } не должна встречаться в утверждениях типизации контекста {\displaystyle \Gamma }.
(Правило удаления {\displaystyle \forall }) Если в некотором контексте терм {\displaystyle M} имеет тип {\displaystyle \forall \alpha .~A}, и {\displaystyle B} — это тип, то в этом контексте терм {\displaystyle M~B} имеет тип {\displaystyle A[\alpha :=B]}. В виде правила вывода
| {\displaystyle {\Gamma \vdash M\!:\!(\forall \alpha .~A)} \over {\Gamma \vdash (M~B)\!:\!(A[\alpha :=B])}} |

### Правила типизации по Карри
В Системе F, типизированной по Карри, приписывание типов термам осуществляется в соответствии со следующими правилами:
(Начальное правило) Если переменная {\displaystyle x} присутствует с типом {\displaystyle A} в контексте {\displaystyle \Gamma }, то в этом контексте {\displaystyle x} имеет тип {\displaystyle A}. В виде правила вывода
| {\displaystyle {x\!:\!A\in \Gamma } \over {\Gamma \vdash x\!:\!A}} |

(Правило введения {\displaystyle \rightarrow }) Если в некотором контексте, расширенном утверждением, что {\displaystyle a} имеет тип {\displaystyle A}, терм {\displaystyle M} имеет тип {\displaystyle B}, то в упомянутом контексте (без {\displaystyle a}), лямбда-абстракция {\displaystyle \lambda a.~M} имеет тип {\displaystyle A\to B}. В виде правила вывода
| {\displaystyle {\Gamma ,a\!:\!A\vdash M\!:\!B} \over {\Gamma \vdash (\lambda a.~M)\!:\!(A\to B)}} |

(Правило удаления {\displaystyle \rightarrow }) Если в некотором контексте терм {\displaystyle M} имеет тип {\displaystyle A\to B}, а терм {\displaystyle N} имеет тип {\displaystyle A}, то применение {\displaystyle M~N} имеет тип {\displaystyle B}. В виде правила вывода
| {\displaystyle {\Gamma \vdash M\!:\!(A\to B)\quad \Gamma \vdash N\!:\!A} \over {\Gamma \vdash (M~N)\!:\!B}} |

(Правило введения {\displaystyle \forall }) Если в некотором контексте терм {\displaystyle M} имеет тип {\displaystyle A}, то в этом контексте этому терму {\displaystyle M} может быть приписан и тип {\displaystyle \forall \alpha .~A}. В виде правила вывода
| {\displaystyle {\Gamma \vdash M\!:\!A} \over {\Gamma \vdash M\!:\!(\forall \alpha .~A)}} |

Это правило требует оговорки: переменная типа {\displaystyle \alpha } не должна встречаться в утверждениях типизации контекста {\displaystyle \Gamma }.
(Правило удаления {\displaystyle \forall }) Если в некотором контексте терм {\displaystyle M} имеет тип {\displaystyle \forall \alpha .~A}, и {\displaystyle B} — это тип, то в этом контексте этому терму {\displaystyle M} может быть приписан и тип {\displaystyle A[\alpha :=B]}. В виде правила вывода
| {\displaystyle {\Gamma \vdash M\!:\!(\forall \alpha .~A)} \over {\Gamma \vdash M\!:\!(A[\alpha :=B])}} |

Пример. По начальному правилу:
{\displaystyle x\!:\!(\forall \alpha .~\alpha \to \alpha )\vdash x\!:\!(\forall \alpha .~\alpha \to \alpha )}
Применим правило удаления {\displaystyle \forall }, взяв в качестве {\displaystyle B} тип {\displaystyle \forall \alpha .~\alpha \to \alpha }
{\displaystyle x\!:\!(\forall \alpha .~\alpha \to \alpha )\vdash x\!:\!(\forall \alpha .~\alpha \to \alpha )\to (\forall \alpha .~\alpha \to \alpha )}
Теперь по правилу удаления {\displaystyle \rightarrow } имеем возможность применить терм {\displaystyle x} сам к себе
{\displaystyle x\!:\!(\forall \alpha .~\alpha \to \alpha )\vdash (x~x)\!:\!(\forall \alpha .~\alpha \to \alpha )}
и, наконец, по правилу введения {\displaystyle \rightarrow }
{\displaystyle \vdash (\lambda x.~x~x)\!:\!(\forall \alpha .~\alpha \to \alpha )\to (\forall \alpha .~\alpha \to \alpha )}
Это пример терма, типизируемого в Системе F, но не в просто типизированной системе.

## Представление типов данных
Система F обладает достаточными выразительными средствами, для того чтобы напрямую реализовать многие типы данных, используемые в языках программирования. Будем работать в версии Чёрча системы F.
Пустой тип. Тип 
{\displaystyle \bot \ \equiv \ \forall \alpha .~\alpha }
необитаем в системе F, то есть в ней отсутствуют термы с таким типом. 
Единичный тип. У типа 
{\displaystyle \top \ \equiv \ \forall \alpha .~\alpha \to \alpha }
в системе F имеется единственный находящийся в нормальной форме обитатель — терм 
{\displaystyle {\mathtt {id}}\ \equiv \ \Lambda \alpha .~\lambda x^{\alpha }.~x}.
Булев тип. В системе F задается так:
{\displaystyle {\mathtt {Bool}}\ \equiv \ \forall \alpha .~\alpha \to \alpha \to \alpha }.
У этого типа ровно два обитателя, отождествляемых с двумя булевыми константами
{\displaystyle {\mathtt {true}}\ \equiv \ \Lambda \alpha .~\lambda x^{\alpha }.~\lambda y^{\alpha }.~x}
{\displaystyle {\mathtt {false}}\ \equiv \ \Lambda \alpha .~\lambda x^{\alpha }.~\lambda y^{\alpha }.~y}
Конструкция условного оператора 
{\displaystyle {\mathtt {ifThenElse}}\ \equiv \ \Lambda \alpha .~\lambda b^{\mathtt {Bool}}.~\lambda x^{\alpha }.~\lambda y^{\alpha }.~b\,\alpha \,x\,y}
Эта функция удовлетворяет естественным требованиям  
{\displaystyle {\mathtt {ifThenElse}}\,A\,{\mathtt {true}}\,M\,N=M}
и 
{\displaystyle {\mathtt {ifThenElse}}\,A\,{\mathtt {false}}\,M\,N=N}
для произвольного типа {\displaystyle A} и произвольных {\displaystyle M\!:\!A} и {\displaystyle N\!:\!A}. В этом легко убедиться, раскрыв определения и выполнив {\displaystyle \beta }-редукции.
Тип произведения. Для произвольных типов {\displaystyle A} и {\displaystyle B} тип их декартова произведения
{\displaystyle A\times B~\equiv ~\forall \alpha .~(A\to B\to \alpha )\to \alpha }
населён парой
{\displaystyle \langle M;N\rangle ~\equiv ~\Lambda \alpha .~\lambda f^{(A\to B\to \alpha )}.~f~M~N}
для каждых {\displaystyle M\!:\!A} и {\displaystyle N\!:\!B}. Проекции пары задаются функциями
{\displaystyle {\mathtt {fst}}\ \equiv \ \Lambda \alpha .~\Lambda \beta .~\lambda p^{\alpha \times \beta }.~p\,\alpha \,(\lambda x^{\alpha }.\,\lambda y^{\beta }.\,x)~:~\forall \alpha .~\forall \beta .\,\alpha \times \beta \to \alpha }
{\displaystyle {\mathtt {snd}}\ \equiv \ \Lambda \alpha .~\Lambda \beta .~\lambda p^{\alpha \times \beta }.~p\,\beta \,(\lambda x^{\alpha }.\,\lambda y^{\beta }.\,y)~:~\forall \alpha .~\forall \beta .\,\alpha \times \beta \to \beta }
Эти функции удовлетворяют естественным требованиям {\displaystyle {\mathtt {fst}}\,A\,B\,\langle M;N\rangle =M} и {\displaystyle {\mathtt {snd}}\,A\,B\,\langle M;N\rangle =N}.
Тип суммы. Для произвольных типов {\displaystyle A} и {\displaystyle B} тип их суммы
{\displaystyle A+B~\equiv ~\forall \alpha .~(A\to \alpha )\to (B\to \alpha )\to \alpha }
населён либо термом типа {\displaystyle A}, либо термом типа {\displaystyle B}, в зависимости от применённого конструктора
{\displaystyle {\mathtt {injL}}\,M~\equiv ~\Lambda \alpha .\,\lambda f^{A\to \alpha }.\,\lambda g^{B\to \alpha }.\,f\,M}
{\displaystyle {\mathtt {injR}}\,N~\equiv ~\Lambda \alpha .\,\lambda f^{A\to \alpha }.\,\lambda g^{B\to \alpha }.\,g\,N}
Здесь {\displaystyle M\!:\!A}, {\displaystyle N\!:\!B}.
Функция, осуществляющая разбор случаев (сопоставление с образцом), имеет вид
{\displaystyle {\mathtt {match}}~\equiv ~\Lambda \alpha .\,\Lambda \beta .\,\Lambda \gamma .\,\lambda s^{\alpha +\beta }.\,\lambda f^{\alpha \to \gamma }.\,\lambda g^{\beta \to \gamma }.\,s\,\gamma \,f\,g~:~\forall \alpha .~\forall \beta .~\forall \gamma .~\alpha +\beta \to (\alpha \to \gamma )\to (\beta \to \gamma )\to \gamma }
Эта функция удовлетворяет следующим естественным требованиям 
{\displaystyle {\mathtt {match}}\,A\,B\,C\,({\mathtt {injL}}\,M)\,F\,G=F\,M}
и
{\displaystyle {\mathtt {match}}\,A\,B\,C\,({\mathtt {injR}}\,N)\,F\,G=G\,N}
для произвольных типов {\displaystyle A}, {\displaystyle B} и {\displaystyle C} и произвольных термов {\displaystyle F\!:\!A\to C} и {\displaystyle G\!:\!B\to C}.
Числа Чёрча. Тип натуральных чисел в системе F
{\displaystyle {\mathtt {Nat}}\ \equiv \ \forall \alpha .~\alpha \to (\alpha \to \alpha )\to \alpha }
населён бесконечным количеством различных элементов, получаемых посредством двух конструкторов {\displaystyle {\mathtt {zero}}\!:\!{\mathtt {Nat}}} и {\displaystyle {\mathtt {succ}}\!:\!{\mathtt {Nat}}\to {\mathtt {Nat}}}:
{\displaystyle {\mathtt {zero}}\ \equiv \ \Lambda \alpha .\,\lambda z^{\alpha }.\,\lambda s^{\alpha \to \alpha }.\,z}
{\displaystyle {\mathtt {succ}}\ \equiv \ \lambda n^{\mathtt {Nat}}.\,\Lambda \alpha .\,\lambda z^{\alpha }.\,\lambda s^{\alpha \to \alpha }.\,s\,(n\,\alpha \,z\,s)}
Натуральное число {\displaystyle n} может быть получено {\displaystyle n}-кратным применением второго конструктора к первому или, эквивалентно, представлено термом
{\displaystyle {\overline {n}}\ \equiv \ \Lambda \alpha .\,\lambda z^{\alpha }.\,\lambda s^{\alpha \rightarrow \alpha }.\,\underbrace {s(s(s\ldots (s} _{n}\,z)\ldots ))}

## Свойства
- Просто типизированная система обладает свойством типовой безопасности: при {\displaystyle \beta }-редукциях тип лямбда-терма остаётся неизменным, а сама типизация не мешает продвижению вычислений.

- В своей диссертации Жан-Ив Жирар показал[1], что Система F обладает свойством сильной нормализации: любой допустимый терм за конечное число {\displaystyle \beta }-редукций приводится к единственной нормальной форме.

- Система F является импредикативной системой, поскольку переменная типа, связываемая квантором всеобщности при определении универсального типа, может замещаться самим определяемым объектом. Например, терм {\displaystyle {\texttt {id}}} единичного типа {\displaystyle \top \equiv \forall \alpha .~\alpha \to \alpha } может быть применён к собственному типу, порождая терм типа {\displaystyle \top \to \top }. Как показал Джо Уэллс в 1994 году[3], задача вывода типов для версии Карри Системы F неразрешима. Поэтому при практической реализации языков программирования обычно используют ограниченные, предикативные версии полиморфизма: пренекс-полиморфизм (полиморфизм в стиле ML), полиморфизм ранга 2 и т.п. В случае пренекс-полиморфизма областью определения переменных типа служат только типы без кванторов. В этих системах задача вывода типов разрешима, такой вывод базируется на алгоритме Хиндли — Милнера.

- Соответствие Карри — Ховарда связывает Систему F с минимальной интуиционистской логикой высказываний второго порядка[англ.], формулы которой построены из пропозициональных переменных с помощью импликации и универсальной квантификации по высказываниям. При этом значения {\displaystyle \top } (истина), {\displaystyle \bot } (ложь), связки {\displaystyle \lnot } (отрицание), {\displaystyle \land } (конъюнкция) и {\displaystyle \lor } (дизъюнкция), а также {\displaystyle \exists } (квантор существования) могут быть определены так

{\displaystyle \top ~\equiv ~\forall \alpha .\,\alpha \to \alpha }
{\displaystyle \bot ~\equiv ~\forall \alpha .\,\alpha }
{\displaystyle \lnot A~\equiv ~A\to \bot }
{\displaystyle A\land B~\equiv ~\forall \alpha .\,(A\to B\to \alpha )\to \alpha }
{\displaystyle A\lor B~\equiv ~\forall \alpha .\,(A\to \alpha )\to (B\to \alpha )\to \alpha }
{\displaystyle \exists \alpha .\,M[\alpha ]~\equiv ~\forall \gamma .\,(\forall \alpha .\,M[\alpha ]\to \gamma )\to \gamma }
Отметим, что соответствие Карри — Ховарда ставит в соответствие истине — единичный тип, лжи — пустой тип, конъюнкции — произведение типов, а дизъюнкции — их сумму.